# Vizegraf von Rochechouart

Wappen des Hauses Rochechouart

Vizegraf von Rochechouart ist ein französischer Adelstitel. Die Vicomtes de Rochechouart stammen aus dem Haus Rochechouart, dieses wiederum aus dem Haus Limoges. Um 980 erhielt Aimery I., vierter Sohn von Géraud, Vizegraf von Limoges, das Lehen Rochechouart im heutigen Département Haute-Vienne, das dadurch als eines der ältesten Frankreichs gilt.

## Vicomtes de Rochechouart

### Erste Linie
- Aimery I., genannt Ostofrancus, Sohn von Géraud de Limoges und Rothilde de Brosse. Erster Vicomte de Rochechouart um 980. Kinder: Aimery, Géraud.
- Aimery II., dessen Sohn mit Eve d'Angoulême. Kinder: Aimery, Hildegaire, Rothberge.
- Aimery III, dessen Sohn  mit Emessinde de Champagnac. Kinder: Aimery, Audibert, Boson, Maurice, Agnès, Valence.
- Aimery IV., dessen Sohn mit Alapaïs de Solignac. Sohn: Aimery
- Aimery V. († um 1170), dessen Sohn mit Marguerite de Rochechouart. Sohn: Aimery
- Aimery VI., dessen Sohn († 1230). Sohn: Aimery

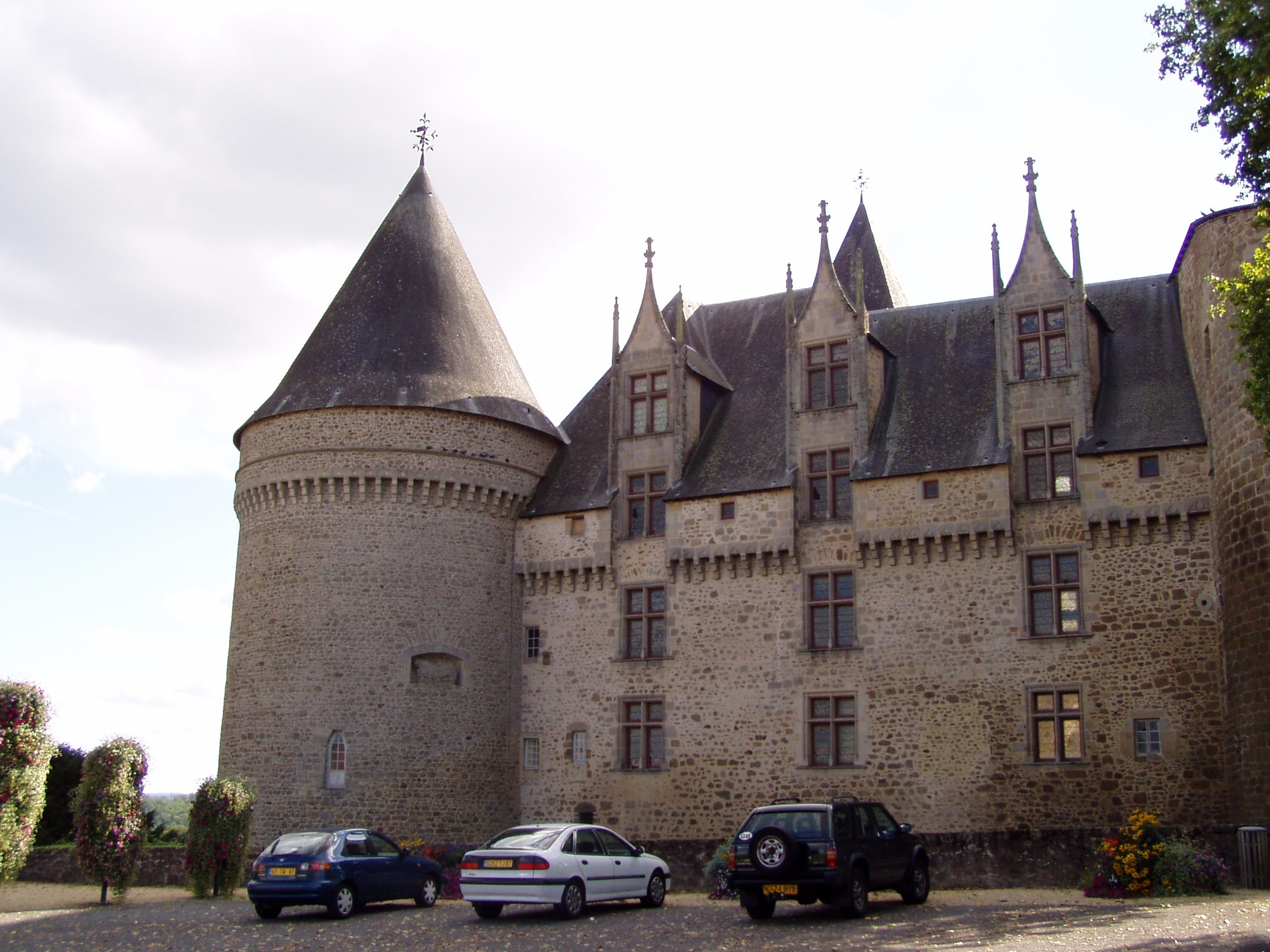
Château de Rochechouart

- Aimery VII. (* um 1180; † 1243), dessen Sohn mit Luce de Pérusse. Kinder: Aimery, Foucault, Simon
- Aimery VIII. (1206–1245), dessen Sohn  mit Alix de Mortemart. Kinder: Aimery, Guillaume (Stammvater der Herzöge von Mortemart), Gui, Simon, Aymar, Agnès, Marguerite.
- Aimery IX. († 1288), dessen Sohn mit Marguerite de Limoges. Kinder: Aimery, Simon, Foucault, Jeanne, Agnès, Guy, Aliénor, Marguerite.
- Aimery X., dessen Sohn et Jeanne d'Angles. Kinder: Aimery, Jeanne.
- Aimery XI. (1271–1306), dessen Sohn mit Jeanne de Vivonne.
- Simon († 1316), Sohn von Aimery IX. de Rochechouart und Jeanne d'Angles. Kinder: Jean, Aimery, Jeanne, Isabeau.
- Jean (X 1356 in der Schlacht bei Maupertuis), dessen Sohn mit Laure de Chabanais. Kinder: Louis, Jean, Foucaud, Henriette, Marie, Agnès.
- Louis, dessen Sohn mit Jeanne de Sully. Kinder: Jean, Fouques, Isabeau, Louis, Jean, Jeanne.
- Jean (1356–1413), dessen Sohn mit Marie de Trignac. Kinder: Geoffroi, Jean (Stammvater der Linie Le Bourdet), Louis, Simon, Marie.
- Geoffroi (1375–1440), dessen Sohn mit Aénor de Mathefelon. Kinder: Foucaud, Jeanne, Agnès.
- Foucaud (1411–1472), dessen Sohn mit Marguerite Chenin. Tochter: Anne.

### Linie Le Bourdet
- Jean, Sohn von Jean de Rochechouart und Aénor de Mathefélon. Kinder: Geoffroy, Jean (Stammvater der Linie Le Chandenier), Jean.
- Geoffroy († 1481), dessen Sohn. Kinder: Jacques, Catherine und Isabelle.
- Jacques († 1501), dessen Sohn mit Isabeau Brachet. Kinder: Guy († 1496 ohne Nachkommen), Bonaventure, Renée.
- Bonaventure (1484–1508), dessen Sohn mit Louise d'Aubusson.

### Linie Le Chandenier
- Jean († 1473), Sohn von Jean de Rochechouart (siehe oben). Kinder: François, Jean (Stammvater der aktuellen älteren Linie), Marguerite, Catherine, Adrien, Anne.
- François (1450–1530), dessen Sohn mit Anne de Chaunay. Kinder: Christophe, François, Adrien, Antoine (Stammvater der Linie Faudoas), Jacques, Anne, Madeleine, Jeanne, Hélêne, Marguerite, Jeanne, Françoise.
- Christophe (1486–1549), dessen Sohn mit Blanche d'Aumont. Kinder: René, Claude, François, Philippe, Gabrielle.
- René (1511–1552), dessen Sohn mit Suzanne de Blézy.
- Claude, dessen Bruder (X 1557). Kinder: Christophe, Louis, Philippe, Antoinette, Perronnelle, Françoise, Françoise, Antoinette.
- Christophe (1546–1569), dessen Sohn mit Jacqueline de Bauldot.
- Louis (1550–1590), dessen Bruder. Kinder: Jean-Louis, Anne.
- Jean-Louis (1582–1635), dessen Sohn mit Marie-Sylvie de La Rochefoucauld. Kinder: François, Charles, Louis, Jean-Hélie, Claude-Charles, Marie, Louise, Henriette, Catherine.
- François (1611–1696), dessen Sohn mit Louise de Montbéron. 1661 Comte de Limoges. Kinder: Charles-François († 1678 ohne Nachkommen).
- Claude-Charles († 1710), dessen Bruder.

### Linie Faudoas

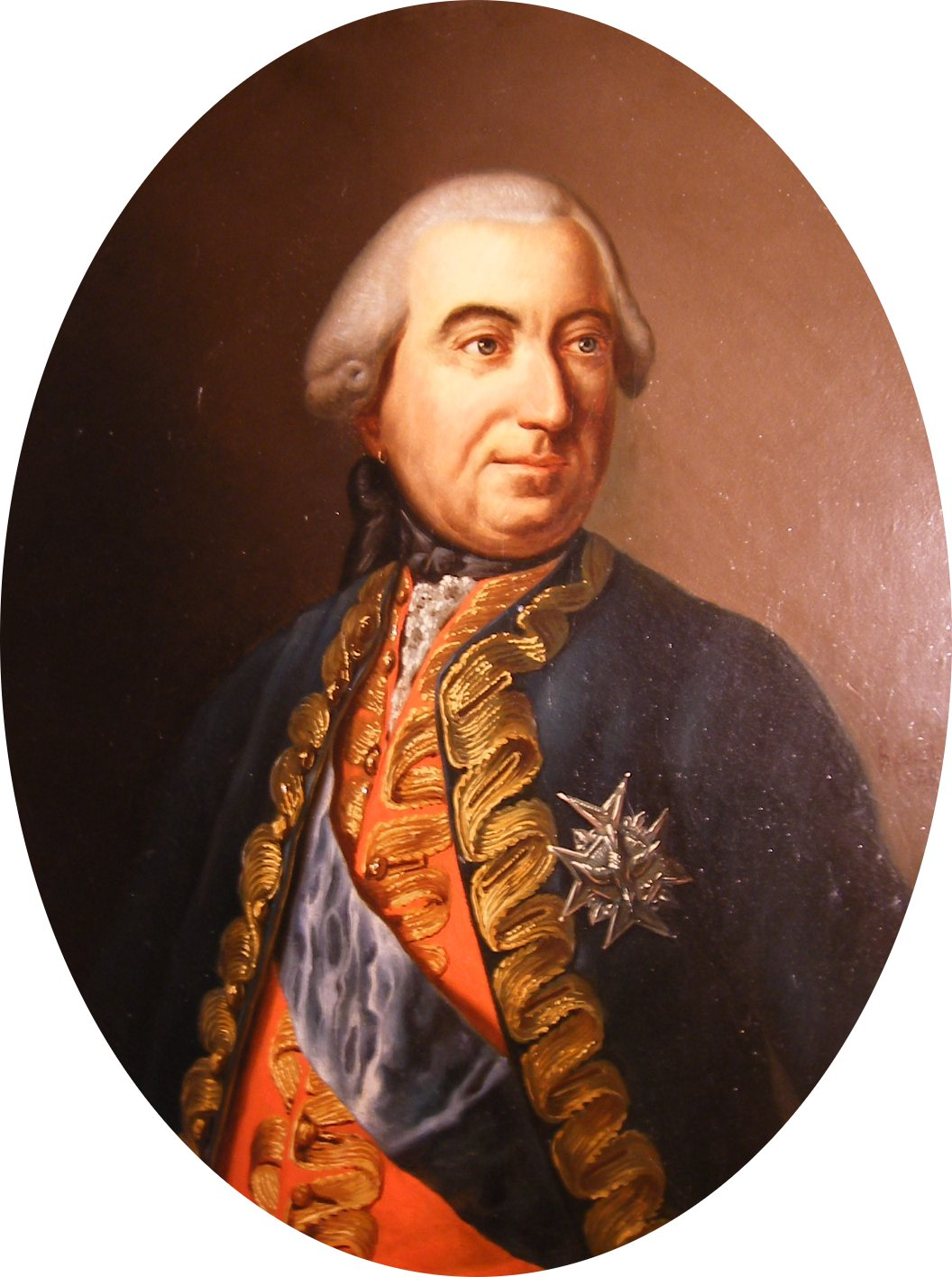
Jean-Louis de Rochechouart

- Charles (1672–1746), Sohn von Jean-Joseph de Rochechouart und Marie de Montesquiou. Kinder: François-Charles, Marie-Anne, François-Claude, Jean-Louis, Jean-François-Joseph, Pierre-Paul, Joseph, Gaston, Roger, Alexandre, Jean-Louis-Roger.
- François-Charles (1703–1784), dessen Sohn mit Françoise de Montesquiou. Kinder: Gabriel-Charles († 1734), Antoine-Charles († 1737), Diane-Adélaïde, Zéphirine-Félicité, Charlotte-Gabrielle, Aimery-Louis-Roger.
- Aimery-Louis-Roger (1744–1791), dessen Sohn mit Marie-Françoise de Conflans. Kinder: Marie, Diane, Rosalie, Duchesse de Richelieu, Constance.

### Aktuelle ältere Linie

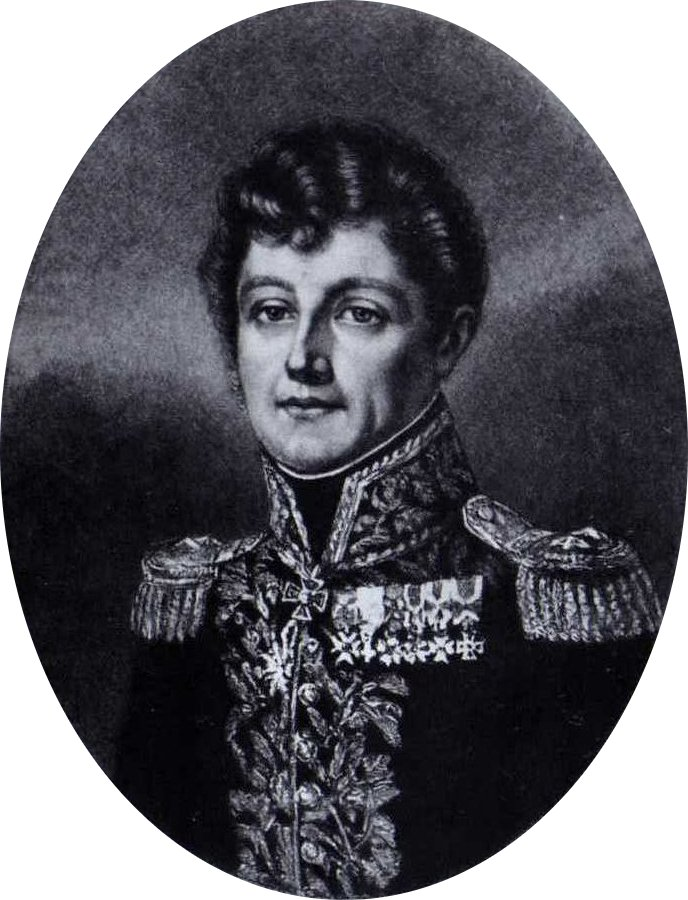
Louis-Victor de Rochechouart

- Jules (1755–1802), Sohn von Joseph de Rochechouart und Marie-Elizabeth de Daldar, Kinder: Louis-Pierre-François-Victor († 1802), Louis-Philippe-Auguste († 1787), Louis-François, Marie-Louise-Cornélie († 1794), Louis Victor Léon, Félix-Maximilien.
- Louis-François (1782–1814), dessen Sohn mit Élisabeth Armide Durey de Morsan.
- Louis Victor Léon (1788–1858), Sohn von Jules de Rochechouart und Élisabeth Armide Durey de Morsan, Marschall von Frankreich, Militärgouverneur von Paris. Kinder: Madeleine, Valentine, Louis-Aimery, Louis-Jules.
- Louis-Aimery (1829–1897), dessen Sohn mit Elisabeth Ouvrard. Kinder: Madeleine, Marguerite, Aimery, Géraud.
- Aimery (1862–1942), dessen Sohn mit Marie de La Rochejaquelein.  Kinder: Antoine, Elisabeth.
- Antoine (1901–1968), dessen Sohn mit Yvonne de Bruc de Malestroit. Kinder: Guy, Alain (Comte de Rochechouart), Charles-Louis (Comte de Rochechouart).
- Guy (1925–1980), dessen Sohn mit Charlotte Lepic. Kinder: Aimery, Nathalie.
- Aimery, Marquis de Rochechouart (* 1950), dessen Sohn mit Marie-Odette Le Loup de Sancy. Kinder: Thomas, Louise (* 1988), Alice (* 1989).
- Thomas, Vicomte de Rochechouart (* 1977), dessen Sohn mit Nathalie Fritel. Kind: Yemaya (* 2003).